# RAI Mux 3
RAI Mux 3 — третий мультиплекс наземного цифрового телерадиовещания Италии, созданный акционерным обществом Rai Way — дочерним предприятием телерадиокомпании RAI. Доступен на всей территории Италии: в его диапазоне работают 386 передатчиков. Вещает на 43-й частоте VHF в 5 поддиапазоне в Сардинии и на 26-й частоте UHF в 4 поддиапазоне в сети, ранее использовавшейся для вещания RAI Mux B.

## Телеканалы
| Номер | Канал       | Примечание |
| ----- | ----------- | ---------- |
| 21    | Rai 4       | FTA        |
| 24    | Rai Movie   | FTA        |
| 25    | Rai Premium | FTA        |
| 42    | Rai Gulp    | FTA        |
| 43    | Rai Yoyo    | FTA        |
| 501   | Rai 1 HD    | FTA, HDTV  |